# Emilio Tagle Covarrubias
Monseñor Emilio Tagle Covarrubias (Santiago, 19 de agosto de 1907-ibídem, 5 de septiembre de 1991) fue un sacerdote católico chileno, Arzobispo-Obispo de Valparaíso, Obispo Auxiliar de la Arquidiócesis de Santiago para posteriormente ser su Administrador Apostólico.

## Su vida y sacerdocio
Sus padres fueron Agustín Tagle Ruiz y Ana Covarrubias Pardo. 
Muy joven ingresa al Seminario de Santiago, donde sería ordenado sacerdote el 20 de septiembre de 1930 por Monseñor Rafael Lira Infante.
Sus primeras labores sacerdotales las desarrolló como párroco de La Estrella y San Vicente (actual Parroquia Divino Redentor) en La Florida. Posteriormente fue designado Rector del Seminario de Santiago y Camarero secreto del Papa.

## Ministerio episcopal
El Papa Pío XII lo designó, el 10 de enero de 1958, como Obispo Auxiliar del Cardenal José María Caro. Fue consagrado en la Basílica de Lourdes de Santiago por el entonces Nuncio apostólico en Chile Monseñor Sebastiano Baggio.
El 6 de diciembre de 1958, a la muerte del Arzobispo José María Caro, fue designado Administrador Apostólico de la Arquidiócesis de Santiago
El 25 de abril de 1961, el Papa Juan XXIII designó como Arzobispo de Santiago al entonces Obispo de Valparaíso Monseñor Raúl Silva Henríquez. Al quedar vacante la Diócesis de Valparaíso el Papa designa Arzobispo-Obispo de Valparaíso a Monseñor Tagle Covarrubias, hasta entonces Administrador Apostólico de Santiago.
Desde 1961 a 1983 ejerció el gobierno de la Diócesis porteña. Conjuntamente fue Gran Canciller de la Pontificia Universidad Católica de Valparaíso. De ese tiempo es su famosa condena con la privación de sacramentos a las mujeres que vistieran en las playas los en ese entonces novedosos bikini.
El 3 de mayo de 1983 renuncia por motivos de salud, sucediéndole en el cargo Monseñor Francisco de Borja Valenzuela Ríos.
Falleció el 5 de septiembre de 1991 en Santiago de Chile.

## Familia
Tagle Covarrubias era primo de Alberto Cruz Covarrubias. Fundador de la Escuela de Arquitectura de la Pontificia Universidad Católica de Valparaíso. Ver Torrent et al., 2002: 115.